# Ассамблея Французской Полинезии

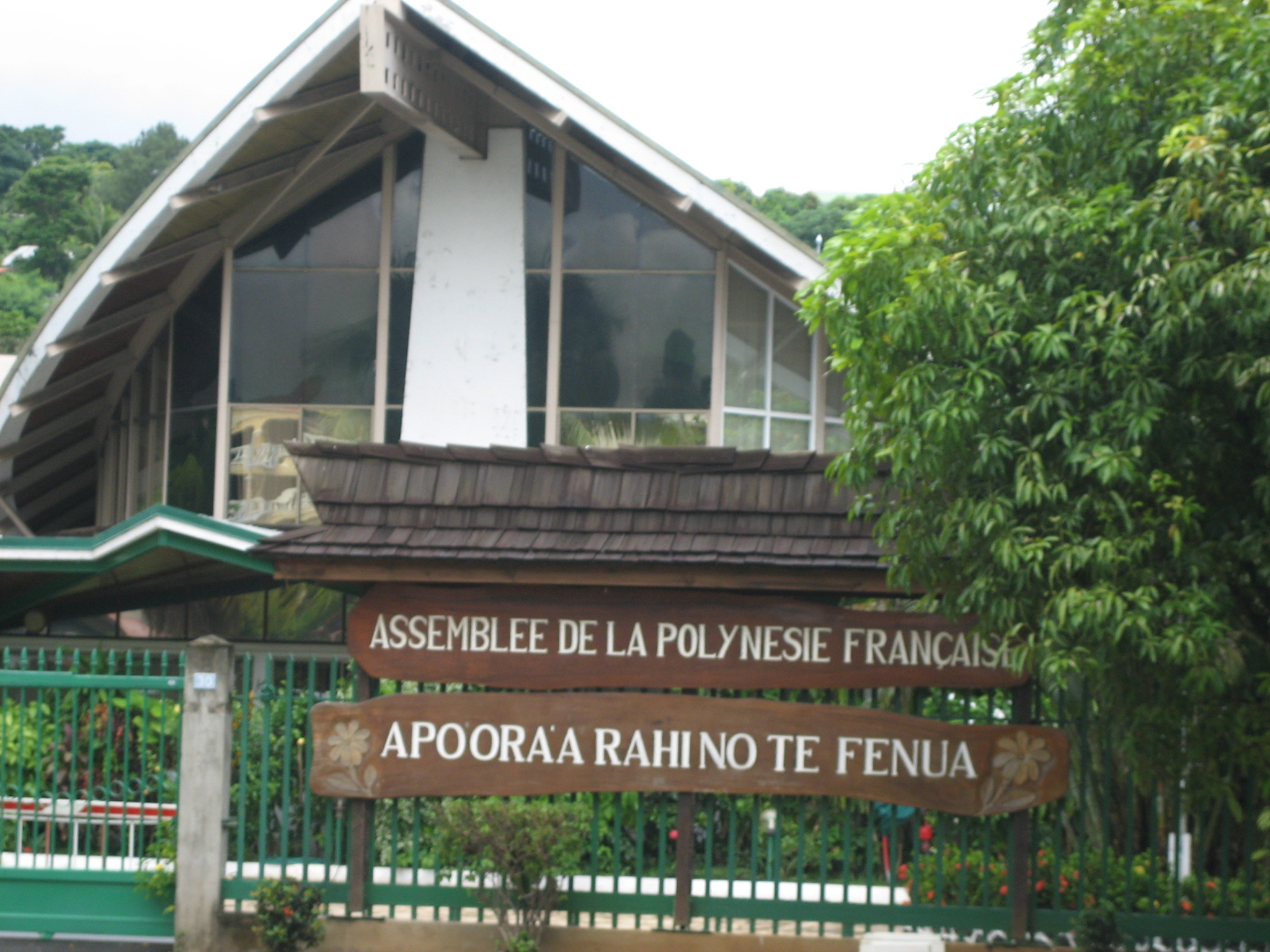
Здание ассамблеи

Ассамблея Французской Полинезии (фр. Assemblée de la Polynésie française
таит. Te âpooraa rahi o te fenua Māòhi) —
однопалатный парламент Французской Полинезии, заморского сообщества Франции. Единственным официальным языком Ассамблеи является французский.

## Состав парламента
Ассамблея состоит из 57 членов, которые избираются путём прямого голосования по пропорциональной системе в 6 избирательных округах:
- избирательный округ Наветренных островов (37 членов);
- избирательный округ Подветренных островов (8 членов);
- избирательный округ островов Тубуаи (3 члена);
- избирательный округ островов Гамбье и восточных островов Туамоту (3 члена);
- избирательный округ западных островов Туамоту (3 члена);
- избирательный округ Маркизских островов (3 члена).